# Ölfus
Ölfus (oficialment en islandès: Sveitarfélagið Ölfus) és un municipi d'Islàndia a la regió de Suðurland. Té una extensió de 736,5 km² i una població de 2.757 habitants a primer de gener de 2025.
Les principals poblacions del municipi són Þorlákshöfn i Árbæjarhverfi í Ölfusi.

## Llocs d'interès
- Hjallakirkja, una església luterana construïda el 1928. Allotja diverses obres d'art, com ara un púlpit que data del 1797 i un retaule que representa la resurrecció de Crist.[3] La llegenda diu que l'església va ser fundada immediatament després de la introducció del cristianisme l'any 1000, i segons la saga de Flóamanna l'església va ser construïda per un colon anomenat Skaftur Þóroddsson.[4]
- Strandarkirkja, una església de fusta construïda el 1888 i renovada el 1968 i el 1996 que s'esmenta en molts documents i històries antigues.[5] El seu retaule va ser pintat el 1865 per Sigurður Guðmundsson, i el púlpit i l'altar daten del 1888.[6]
- Selvogsviti, un far a la badia de Selvogur que mesura 20 metres d'alçària i construï el 1991.[7]
- Badia de Fornigarður, es pot veure una antiga muralla de set quilòmetres de longitud que el 1275 es va esmentar en un document per primera vegada.[8] De vegades també s'anomena Langigarður o Strandargarður. Originalment, la seva alçada era d'1,66 metres i la seva amplada de 0,96 metres, però a causa de l'erosió el mur s'ha tornat més baix i prim.[9] Sota la seva base es va trobar cendra d'una erupció volcànica del Hekla que va tenir lloc el 1104. Això podria significar que el mur es contruís després del 1104.
- Kotstrandarkirkja, una església luterana de fusta relativament gran que data del 1909 amb un jardí ben cuidat a la comunitat de Kotströnd. Originalment també servia com a església parroquial per a la ciutat veïna de Hveragerði fins que Hveragerði va obtenir la seva pròpia església.[10] L'església és coneguda per les seves campanes que daten del 1644 i pel seu retaule pintat per Örlygur Sigurðsson el 1878 que representa Jesús juntament amb Sant Pere, Joan i Jacob.[11][12]
- Kögunarhóll, un turó de 61 metres d'altitud a prop de la carretera principal número 1 al nord-est d'Ölfus, que ofereix una bona vista panoràmica. Com que hi ha molts accidents de trànsit, el 2006 es va erigir al seus peus un monument format per 52 creus per recordar les víctimes.[13]